# 塞拉潘·纳丹
塞拉潘·拉馬·纳丹 DUT（一级） PJG（通称，通称；1924年7月3日—2016年8月22日），新加坡坦米爾裔政治家，新加坡第六任總統，是第二位民选总统，也是新加坡任期最长的总统。
其曾任保安与情报司司长、新加坡驻马来西亚最高专员和新加坡驻美国大使等职务。1999年至2011年间擔任新加坡共和国總統，長達12年。納丹與妻育有一子一女，擁有三個孫子、四个曾孙。

## 早年生活
纳丹于1924年7月3日出生于新加坡。1954年，他毕业于马来亚大学（后来的新加坡国立大学）社会学系。毕业后，他于1955年加入新加坡政府，成为一名医院社工。1956年，他被委任为海员福利官。1962年，他进入劳工研究所担任助理所长，并在任内升任为所长。
1966年2月，纳丹调任新加坡外交部，先后担任助理秘书、副秘书和内政部代常任秘书。1971年8月，他调任新加坡保安与情报司司长，任内曾处理了日本赤军于1974年1月31日发动的恐怖袭击事件（拉裕事件）。在担任保安与情报司司长期间，他从1973年开始兼任日本三菱重工业新加坡分公司社长，直至1986年。
1979年，纳丹调回新加坡外交部，出任外交部第一常任秘书。1982年，他担任新加坡海峡时报执行主席。1988年4月，他被委任为新加坡驻马来西亚最高专员。1990年7月，他成为新加坡驻美国大使，任职至1996年。
1996年，纳丹返回新加坡担任巡回大使，并兼任南洋理工大学国防战略研究院院长。1999年，他辞去这些职务，参加总统竞选。

## 总统任期
1999年8月18日，由于没有其他候选人，他自动当选为新加坡共和国总统，并于9月1日正式就任。2000年3月，他鸣响了世界之愛和平金鐘，成为第一位鸣响该钟的国家元首。他在同年发起了一年一度的“总统挑战”慈善活动，前总统王鼎昌在1994年首次发起并由新传媒制作的“总统星光慈善”现场直播节目也并入其中。在纳丹12年的任期内，“总统挑战”慈善活动共筹得4000多万新元。
2005年7月12日納丹宣佈角逐連任總統一職，並向總統選舉委員會遞交參選申請書；同年8月17日納丹在無其他候選人的情形下自動连任當選新加坡共和国总统，并于9月1日宣誓就职。2011年7月1日，纳丹宣布不再寻求连任总统职位。2011年9月1日，納丹正式將總統權力交給當選第7任總統的陳慶炎。

## 逝世
纳丹曾在2015年4月因中风而入院，但在三个星期后出院，当时康复情况良好。
2016年7月31日，纳丹因中风，被送入中央医院救治。经过三周的治疗，纳丹于2016年8月22日晚上9点48分在新加坡中央医院加护病房逝世，享年92岁，留下妻子、两名孩子和三名孙子。  
新加坡政府宣布从8月23日至26日，全国政府建筑下半旗致哀。政府在总统府设立吊唁板，外国使馆也准备吊唁册让旅居国外的国人签署。此外，政府还为纪念纳丹设立了官方网站和Facebook专页。
纳丹的家人于8月23日和24日在锡兰路的住家举行了私人丧礼。8月25日早上，纳丹的灵柩由私人灵车移送到国会大厦，供公众、外交使节和各界领袖瞻仰和致敬。陈庆炎总统和夫人徐美娟率先瞻仰遗容，之后开放让公众吊唁，直至晚上10点。26日早上9点到中午12点，则开放让外交使节和政府官员前往致敬。8月26日下午约2点，纳丹的灵柩由拖曳炮架载着，途经政府大厦、富丽敦酒店和职总大厦，最终抵达新加坡国立大学文化中心，并在下午3点举行国葬礼。出席国葬仪式的嘉宾包括纳丹的遗孀乌米拉、马来西亚交通部长廖中莱、美国大使科特瓦加等。
在国葬仪式上，共有七人发表悼词，他们是总理李显龙、巡回大使许通美博士、新加坡驻科威特非常驻大使再诺、公益金前主席蔡琼莹、纳丹好友拉玛三美·阿达潘、总理公署部长兼职总秘书长陈振声和巡回大使哥比纳·比莱。国葬仪式于下午5点结束后，纳丹的灵柩被送往万礼火化场举行私人火化仪式。

## 個人榮譽
- 1954年馬來亞大學社會學系畢業（優異等）
- 1964年獲頒公眾服務星章（Public Service Star）
- 1967年獲頒公共行政管理勳章銀章（Public Administration Medal (Silver)）
- 1974年獲頒優異功積服務勳章（Meritorious Service Medal）
- 2013年获颁淡马锡一级勋章